# Monforte de Lemos
Monforte de Lemos là một đô thị thuộc tỉnh Lugo trong vùng Galicia, phía bắc Tây Ban Nha. Đô thị này có diện tích là 199,5 ki-lô-mét vuông, dân số năm 2009 là 19.546 người với mật độ 97,97 người/km². Đô thị này có cự ly 62 km so với Tarragona.